# Echaristha pictipennis
Echaristha pictipennis är en skalbaggsart som beskrevs av Leon Fairmaire 1901. Echaristha pictipennis ingår i släktet Echaristha och familjen långhorningar.
Artens utbredningsområde är Madagaskar. Inga underarter finns listade i Catalogue of Life.